# Julia Ann
Julia Ann (Glendale, Kalifornia, 1969. október 8. –) amerikai olasz pornószínész. Valódi neve Julia Tavella. Tagja az AVN Hall of Fame-nek és az XRCO Hall of Fame-nek is. 2003 és 2007 között a rendező Michael Raven felesége volt.
Állatok körül nőtt fel és szereti a lovakat; zongoraleckéket is vett és úszni is tanult. 12 évesen Idyllwildba (Kalifornia) költözött, ahol kollégiumba járt, majd visszaköltözött Los Angelesbe, hogy a nagymamájával éljen.